# Jan Felba
Jan Felba (ur. 1947) – polski inżynier elektronik. Absolwent Politechniki Wrocławskiej. Od 2011 r. profesor na Wydziale  Elektroniki Mikrosystemów i Fotoniki Politechniki Wrocławskiej.